# لودومه

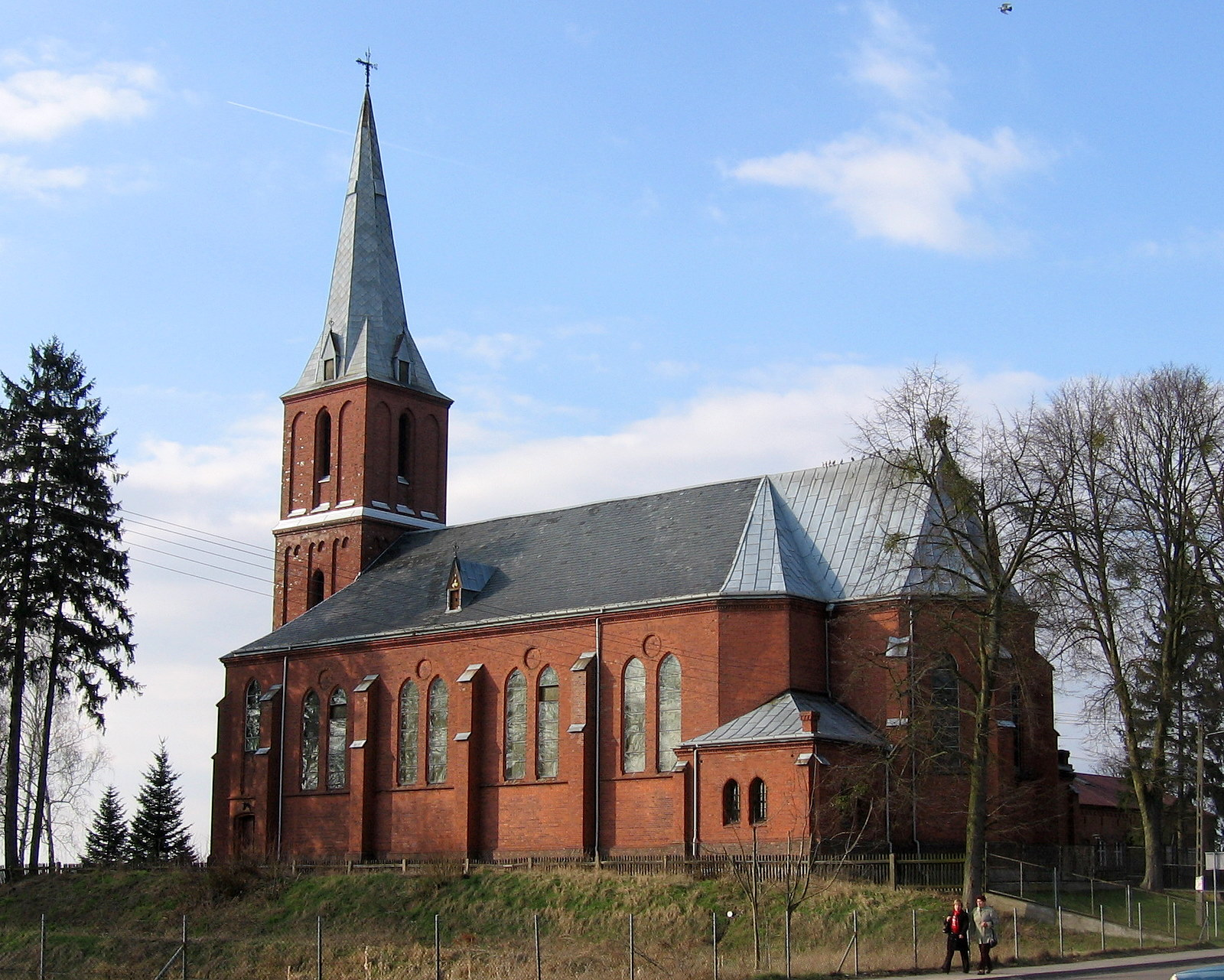
کلیسای کاتولیک رومی سنت جان باپتیست در لودومی، لهستان

لودومه (به لاتین: Ludomy) یک روستا در لهستان است که در گمینا رچووو واقع شده‌است. لودومه ۵۰۰ نفر جمعیت دارد.